# Hernandia beninensis
Espèce
Hernandia beninensis (localement nommé bunga) est une espèce de plantes à fleurs du genre Hernandia et de la famille des Hernandiaceae. C'est un arbre endémique de Sao Tomé-et-Principe.